# Gouvernement Leburton II
Royaume de Belgique
Leburton I Tindemans I
Le gouvernement Leburton II désigne le gouvernement de la Belgique entre le 23 octobre 1973 et le 25 avril 1974. Il tient son nom du premier ministre qui le dirigeait, Edmond Leburton, et fut élu à la suite des élections législatives belges de 1971.
C'était une coalition de socialistes, sociaux-chrétiens et libéraux qui comptait 22 ministres et 6 secrétaires d'État.
Il fut le dernier gouvernement belge ayant à sa tête un Premier ministre wallon jusqu'en 2011 et l'investiture du gouvernement Di Rupo. 

## Composition
| Fonction                                                                                   | Titulaire | Titulaire             | Parti |
| ------------------------------------------------------------------------------------------ | --------- | --------------------- | ----- |
| Premier ministre                                                                           |           | Edmond Leburton       | PSB   |
| Vice-Premier ministre et ministre du Budget, chargé des Relations commerciales extérieures |           | Leo Tindemans         | CVP   |
| Vice-Premier ministre et ministre des Finances                                             |           | Willy De Clercq       | PVV   |
| Ministre de la Défense nationale                                                           |           | Paul Vanden Boeynants | PSC   |
| Ministre des Affaires étrangères                                                           |           | Renaat Van Elslande   | CVP   |
| Ministre de la Santé publique, de l'Environnement et de la Famille                         |           | Jos De Saeger         | CVP   |
| Ministre de la Justice                                                                     |           | Herman Vanderpoorten  | PVV   |
| Ministre de l'Éducation nationale                                                          |           | Michel Toussaint      | PSC   |
| Ministre de la Politique scientifique, des Cantons de l'Est et du Tourisme                 |           | Charles Hanin         | PSC   |
| Ministre des Travaux publics                                                               |           | Alfred Califice       | PSC   |
| Ministre de la Prévoyance sociale                                                          |           | Frank Van Acker       | BSP   |
| Ministre de l'Éducation nationale                                                          |           | Willy Calewaert       | BSP   |
| Ministre des Affaires bruxelloises et de la Coopération au développement                   |           | Guy Cudell            | PSB   |
| Ministre de l'Agriculture                                                                  |           | Albert Lavens         | CVP   |
| Ministre de la Culture française et de l'Aménagement du territoire et du Logement          |           | Pierre Falize         | PSB   |
| Ministre des Affaires sociales et de l'Emploi                                              |           | Ernest Glinne         | PSB   |
| Ministre des Affaires wallonnes                                                            |           | Jean-Pierre Grafé     | PSC   |
| Ministre de la Culture flamande et des Affaires flamandes                                  |           | Jos Chabert           | CVP   |
| Ministre des Communications et de la Politique portuaire                                   |           | Jef Ramaekers         | BSP   |
| Ministre des Classes moyennes et des Réformes institutionnelles et administratives         |           | Louis Olivier         | PLP   |
| Secrétaire d'État à la Fonction publique                                                   |           | Placide De Paepe      | CVP   |
| Secrétaire d'État à l'Économie régionale, à l'Aménagement du Territoire et au Logement     |           | Luc Dhoore            | CVP   |
| Secrétaire d'État au Budget                                                                |           | Antoine Humblet       | PSC   |
| Secrétaire d'État aux PTT et au Commerce extérieur                                         |           | Jos Daems             | PVV   |
| Secrétaire d'État à l'Économie régionale                                                   |           | Jean Defraigne        | PLP   |
| Secrétaire d'État aux Réformes institutionnelles et administratives                        |           | Elie Van Bogaert      | BSP   |

## Référence
- Gouvernement Edmond Leburton II, document du CRISP
- Déclaration gouvernementale, document du CRISP